# 食品衛生
食品衛生（しょくひんえいせい）は、食品を安全な状態に保ち、飲食によって起こる衛生上の危害を防止するための知識、技術をいい、公衆衛生の一分野である。

## 概要
具体的には、飲食物および関連する添加物、器具、包装容器などを衛生的な状態に保ち、汚染や変質を原因とする事故を防止することをいう。
日本においては、国立公衆衛生院院長（当時）の古屋は、「食品衛生とは、食品の純正を保ち、その汚染変質等を防止することを主眼とする。食品の汚染変質により食中毒を起こすことが多いが、食中毒の原因を調べその予防対策を講じることが食品衛生の実際面である。」とする。

また、千葉大学腐敗研究所・助教授（当時）の柳沢は、「食品衛生とは飲食物によって健康が害されぬようにする衛生にして、すなわち食品を純正に保って悪変、汚染、危険を防止することに主点がおかれている。飲食物そのものだけの衛生のみに限局せず、それに直接、間接に関連する衛生の問題を含まねばならぬ。」として、古屋よりも広く定義している。
世界においては、1956年、WHOの環境衛生専門家委員会（Expert Committee on Environmental Sanitation）の第4次報告書で、食品衛生（Food hygiene）の定義を「”食品衛生”とは、生育、生産、製造から最終的に人に摂取されるまでのすべての段階において、食品の安全性、健全性、および正常性を確保するために必要なあらゆる手段を意味する」と定義している。

The following definitions were adopted for the purpose of this report :
(3)"Food hygiene" means all measures necessary for ensuring the safety，wholesomeness，and soundness of food at all stages from its growth，production，or manufacture until its final consumption.
公衆衛生の他の典型的な区分としては疫学、生物統計学、医療制度がある。環境・社会・行動、職業なども重要な分野である。